# Ch-29
Die Ch-29 ist eine Luft-Boden-Rakete aus sowjetischer Produktion. Der NATO-Codename lautet AS-14 Kedge.

## Entwicklung
Im Jahr 1970 bekam das OKB-4 Molnija den Auftrag zur Entwicklung einer Luft-Boden-Lenkwaffe für die Bekämpfung von verbunkerten Zielen. Im Jahr 1975 wurde die Rüstungssparte aus dem OKB-4 Molnija herausgelöst und unter dem neu gegründeten Konstruktionsbüro Wympel weitergeführt. Der erste Teststart einer Ch-29 erfolgte 1976. Im Jahr 1980 wurden die ersten Lenkwaffen an die Luftstreitkräfte der Sowjetunion ausgeliefert. Derzeit erfolgt die Produktion der Ch-29 bei der Tactical Missiles Corporation (KTRV).

## Technik

Ch-29L

Ch-29T

Die Ch-29 wurde zur Bekämpfung von Bunker, Schiffen sowie Infrastrukturzielen konzipiert. Sie kann aus einem Höhenbereich von 200 bis 10.000 m sowie in einem Geschwindigkeitsbereich von 600 bis 1.250 km/h gestartet werden. Die maximale Einsatzdistanz liegt bei 10 bis 12 km. Die minimale Einsatzdistanz beträgt 3 km. Angetrieben wird die Lenkwaffe von dem PRD-280-Feststoffraketentriebwerk. Dieses hat eine Brenndauer von 3,2–6,2 Sekunden und entwickelt einen Startschub von 225 bis 230 kN. Dadurch erreicht die Lenkwaffe eine maximale Geschwindigkeit von rund Mach 1,2. Ausgerüstet sind die Lenkwaffen mit dem panzerbrechenden 9B63MN-Gefechtskopf. Dieser wiegt 317 kg bei einem Sprengstoffanteil von 116 kg. Als Zünder kommt ein Aufschlagzünder und Verzögerungszünder zur Anwendung. Der Penetrationsgefechtskopf ist in der Lage, über 3 m Erdreich und danach 1 m Stahlbeton zu durchbrechen. Es wurden primär zwei Lenkwaffentypen entwickelt, die sich lediglich in dem Suchkopf unterscheiden: Die Ch-29L mit Laserzielsuchkopf und die Ch-29T mit einem elektro-optischen Suchkopf.
Die Ausführung Ch-29L verwendet den Laserzielsuchkopf vom Typ 24N1. Für diesen Lenkwaffentyp ist eine Zielbeleuchtung mittels Laser erforderlich. Dazu kommen die Laserzielbeleuchter vom Typ Klen PM/PS, Kaira 24M oder I-25 Schkwal zum Einsatz. Daneben können auch die Zielbeleuchtungsbehälter Sapsan-E und Damocles der französischen Firma Thales verwendet werden. Das vom Ziel reflektierte Laserlicht wird durch den Sucher erfasst. Die empfangene Laserenergie wird auf einen Sensor fokussiert und verarbeitet. Die Steuerlogik ermittelt die nötigen Lenkimpulse für die vier Steuerflächen. Die mittlere Treffgenauigkeit (CEP) liegt bei 3 bis 5 m.
Die Ausführung Ch-29T ist mit einem elektro-optischen Suchkopf vom Typ Tubus-2 ausgerüstet. Dieser arbeitet auf einer Wellenlänge 0,4 bis 0,95 µm und kann bei Nacht und auch gegen kontrastarme Ziele eingesetzt werden. Nach dem Raketenstart wird der Datenlink aktiviert und das TV-Bild des Suchkopfes aus der Lenkwaffenspitze in das Flugzeug übertragen. Somit kann das Ziel genau anvisiert werden und das TV-Bild wird bis zum Einschlag der Lenkwaffe in das Flugzeug übertragen (man-in-the-loop). Kurskorrekturen können mit einem kleinen Joystick ausgeführt werden. Für die Übertragung der Bilddaten aus dem Raketensuchkopf muss das Trägerflugzeug mit einem APK-8- oder APK-9-Datenlink-Pod ausgerüstet sein. Unter optimalen Bedingungen kann die Ch-29T ein vor dem Start anvisiertes Ziel von selbst finden und treffen (Fire-and-Forget). Die mittlere Treffgenauigkeit (CEP) liegt bei 4 bis 7 m.

## Varianten
1. Generation ab dem Jahr 1980
- Ch-29L: Mit halbaktiver Laserlenkung, Reichweite 10 km[2]
- Ch-29T: Mit TV-Lenkung, Reichweite 12 km[2]

2. Generation ab den späten 1990er-Jahren
- Ch-29ML: Modernisierte Ch-29L, Reichweite 28 km[5][6]
- Ch-29MT: Modernisierte Ch-29T, Reichweite 32 km[7][8]
- Ch-29TD: Mit einer abbildenden IR-Kamera mit digitaler Bildverarbeitung, Reichweite 12–14 km[3][4]

## Trägerflugzeuge
Daten aus
- Dassault Mirage F1
- Mikojan-Gurewitsch MiG-27 (NATO-Codename: „Flogger“)
- Mikojan-Gurewitsch MiG-29 („Fulcrum“)
- Mikojan-Gurewitsch MiG-35 („Fulcrum-F“)
- Suchoi Su-17 („Fitter“)
- Suchoi Su-22 („Fitter“)
- Suchoi Su-24 („Fencer“)
- Suchoi Su-25 („Frogfoot“)
- Suchoi Su-27 („Flanker“)
- Suchoi Su-30 („Flanker-C“)
- Suchoi Su-34 („Fullback“)
- Suchoi Su-35 („Flanker-E“)

## Verbreitung
Daten aus
- Afghanistan
- Aserbaidschan
- Belarus
- Bulgarien
- Deutsche Demokratische Republik
- Deutschland
- Georgien
- Indien
- Irak
- Kasachstan
- Nordkorea
- Polen
- Rumänien
- Russland
- Slowakei
- Syrien
- Sowjetunion
- Tschechoslowakei
- Tschechien
- Ukraine
- Ungarn
- Volksrepublik China